# Житомирський технологічний коледж
ВСП Житомирський технологічний фаховий коледж Київського національного університету будівництва і архітектури — навчальний заклад І рівня акредитації денної та заочної форм навчання в Житомирі.

## Історія[1]
Історія ВСП Житомирський технологічний фаховий  коледж КНУБА розпочалась 1 липня 1911 року в Житомирі з казеної нижчої ремісничої школи, яка розміщувалась у найманому будинку по вулиці Великій Вільській, 35 (нині вулиця Перемоги). 1914 року школа переїжджає до побудованого для неї двоповерхового будинку по вулиці Московській, 45 (нині вулиця Небесної Сотні, 37)
Базою для технікуму послужила Житомирська об’єднана профшкола, заснована 1924 року шляхом злиття трьох колишніх професійних шкіл: Першої механічної, Другої хімічної, Третьої будівельної. На той час у школі навчалось 354 учні.
23 березня 1930 року Житомирська чотирирічна індустріальна профшкола була перейменована на Житомирський індустріальний технікум, а 1939 року заклад отримав назву «Житомирський технікум механічної обробки деревини».
Протягом 60-х та 70-х років здійснювалось будівництво нових навчальних корпусів, побудовано спортзал площею 570 кв. м., щорічно вводилися в експлуатацію навчальні аудиторії.
1 вересня 1977 року було введено в експлуатацію новий навчальний корпус на 1200 місць. 1978 року почав функціонувати гуртожиток на 537 місць.
Наказом Міністерства освіти і науки України № 162-к від 02.08.1990 р. Житомирський технікум механічної обробки деревини був реорганізований у вищий навчальний заклад – коледж з присвоєнням навчальному закладу найменування – Житомирський технологічний коледж, а у 1993 році акредитований за другим рівнем в системі безперервної освіти, що забезпечує підвищений рівень підготовки спеціалістів.
Наказом Міністерства освіти і науки України № 388 від 02.04.2015 р. було проведено реорганізацію Житомирського технологічного коледжу шляхом його приєднання до Київського національного університету будівництва і архітектури як відокремлений структурний підрозділ – Житомирський технологічний фаховий коледж Київського національного університету будівництва і архітектури.
У 2021 році відповідно до Наказу Міністерства освіти і науки України та Наказу Київського національного університету будівництва і архітектури коледж отримав нову назву: Відокремлений структурний підрозділ Житомирський технологічний фаховий коледж Київського національного університету будівництва і архітектури (ВСП ЖТФК КНУБА).

## Перелік спеціальностей
- Фізична культура і спорт
- Дизайн
- Економіка
- Облік і оподаткування
- Фінанси, банківська справа, страхування та фондовий ринок
- Інженерія програмного забезпечення
- Комп'ютерна інженерія
- Електроенергетика, електротехніка та електромеханіка
- Хімічні технології та інженерія
- Автоматизація, комп'ютерно-інтегровані технології та робототехніка
- Деревообробні та меблеві технології
- Лісове господарство
- Соціальна робота

## Випускники
- Цибора Віталій Вікторович, старший солдат ЗСУ, загинув 2014 року в боях на українсько-російському кордоні.